# Void (zespół muzyczny)
Void – amerykański zespół punkrockowy. Powstał w 1979 roku w Waszyngtonie założony przez wokalistę Johna Weiffenbacha, gitarzystę Bubbę Dupree, basistę Chrisa Stovera i perkusistę Seana Finnegana. W 1981 roku zespół związał się z firmą Dischord Records należącą do Iana MacKaye'a (pod jego opieką nagrali wcześniej swoje demo) i zadebiutował trzema utworami wydanymi na składance Flex Your Head (1982). We wrześniu 1982 ponownie weszli do studia i zarejestrowali 12 piosenek, które ukazały się na splicie z zespołem The Faith Faith/Void split. W lecie 1983 roku nagrali materiał na drugi album, który miał się ukazać w barwach wytwórni Touch & Go Records (jak dotąd nie został wydany z powodu braku zgody Dupree). Pod koniec tego samego roku zespół rozwiązał się. W 1992 firma Eye 95 Records wydała materiał demo nagrany w 1981 roku przez Void pt. Condensed Flesh.

## Muzycy
- John Weiffenbach – wokal
- Bubba Dupree – gitara
- Chris Stover – gitara basowa
- Sean Finnegan – perkusja

## Dyskografia
Albumy:
- Faith/Void split, (Dischord Records 1982)
- Condensed Flesh, (Eye 95 Records 1992)

Składanki:
- Flex Your Head, (Dischord Records 1982)